# Mimi Barthélémy
Pour les articles homonymes, voir Barthélémy.
Mimi Barthélémy, nom de scène de Michèle Armand, née le 3 mai 1939 à Port-au-Prince et morte le 27 avril 2013 à Paris, est une conteuse et écrivaine haïtienne.

## Biographie
Son père était doyen de la faculté de médecine de Port-au-Prince. Elle quitte Haïti en 1956 pour faire des études en France et part ensuite vivre à l’étranger (Amérique latine, Sri Lanka et Afrique du Nord).
De retour en France, elle entreprend un doctorat sur "le théâtre de l'identité dans les minorités" et devient conteuse, mais aussi comédienne, chanteuse et écrivaine, puisant son inspiration aux sources de la tradition orale haïtienne, mêlant créole et français,.

« Toute oppression lui perçait le cœur. Mimi a porté ses messages dans les festivals, les salles de spectacles, les bibliothèques, et partout où les portes s’ouvraient : dans les appartements, afin de susciter une véritable proximité avec le public, mais aussi dans des hôpitaux et des prisons. »

— journal l'Humanité
Elle reçoit en carrière les récompenses artistiques les plus prestigieuses de France. Elle est d'abord faite Chevalier de l'Ordre National du Mérite en l'an 2000, puis Officier de l'Ordre des Arts et des Lettres en 2001 et enfin Chevalier de la Légion d'Honneur.
Elle meurt d'une crise cardiaque à l'âge de 73 ans,,.
Elle est la mère de l'acteur et réalisateur français Maurice Barthélémy.

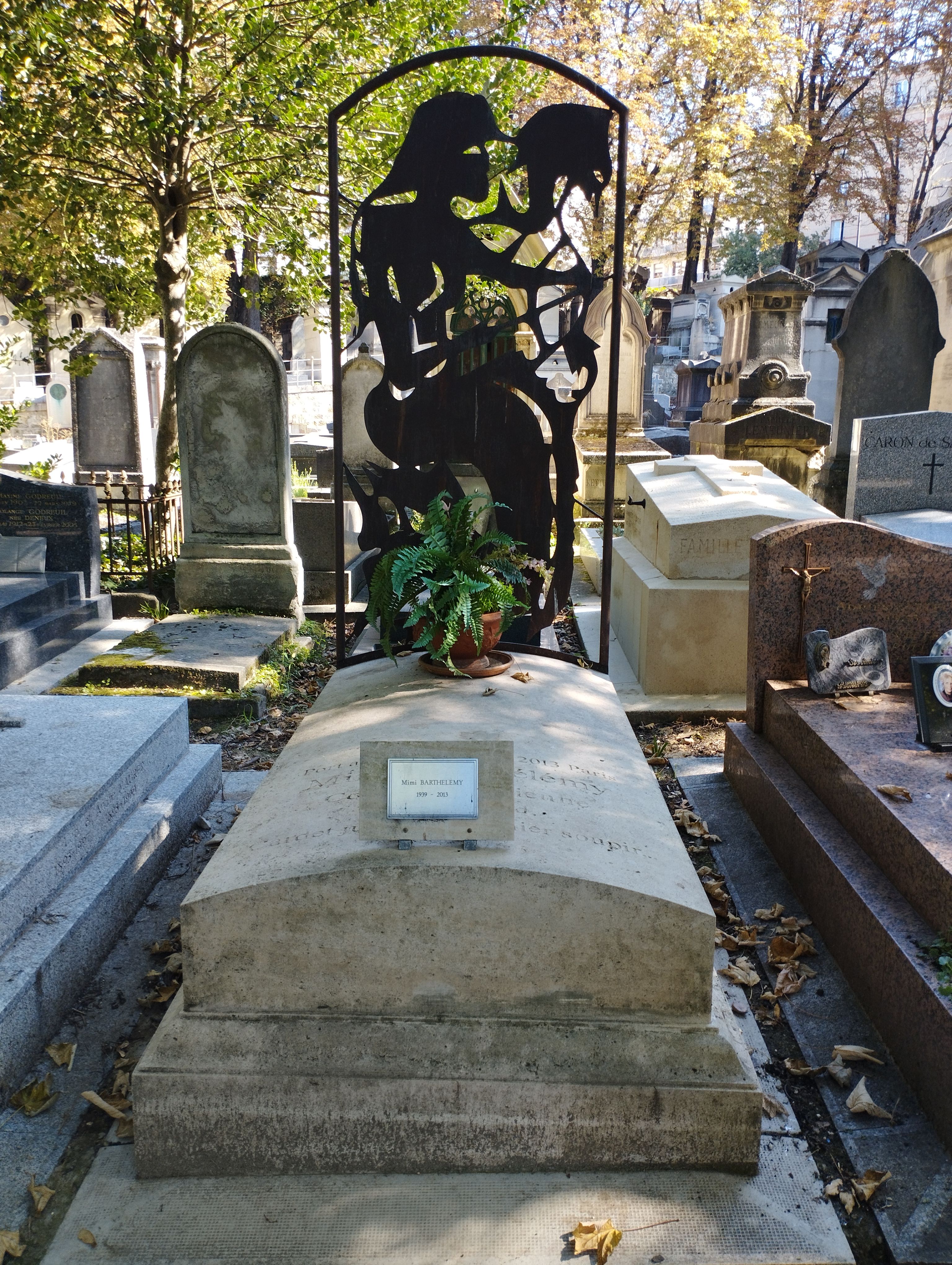
Tombe de Mimi Barthélémy au cimetière de Montmartre division 5).

Elle est inhumée au cimetière de Montmartre (division 5).

## Œuvres

### Contes
- Le monstre Bagay - conte de la tradition créole haïtienne (bilingue), Paris, L'Harmattan, 1989, 16 p. (OCLC 0004465566)
- Malice et l'âne qui chie de l'or et autres contes d'Haïti, Paris, Syros, 1994, 121 p.  (ISBN 2748501497)
- Contes diaboliques d'Haïti, Paris, Karthala, 1995, 112 p  (ISBN 9782865375233)
- L'écorchée-marraine : Contes haïtiens, Paris, Acoria-Dunia, 1998,  (ISBN 978-2912525079)
- À peine plus qu'un cyclone aux Antilles, Cognac, Le temps qu’il fait, 1998, 119. p   (ISBN 2-86853-302-7)
- Tézin le poisson d'eau douce - conte de la tradition créole haïtienne (bilingue), Paris, L'Harmattan, 2000, 16 p.  (ISBN 9782738435804)
- Anaïs et Bovi, Nîmes, Grandir, 2000,  (ISBN 9782841660636)
- La Cle du Savoir, 2000  (ISBN 978-9993531364)
- Le Chasseur et l'oiseau, Nîmes, Grandir, 2000,  (ISBN 9782841661367)
- Kangio, la tortue chanteuse d'Haïti et autres contes, Paris, Syros, 2000, 121 p.  (ISBN 9782748503418)
- Coeur de conteurs, Paris, Syros, 2000, 237 p.  (ISBN 2841468925)
- Le Mariage de Pucette, Paris, Syros, 2001, 95 p.  (ISBN 2841469468)
- Cabri, cheval et tigre, La Roque d'Anthéron, Vents d'Ailleurs, 2001, 32 p.  (ISBN 9782911412110)
- Vieux caïman : Contes des grandes îles de la mer Caraïbe (en collaboration, Lirabelle, 2002), CD sous boîtier cristal
- Une très belle mort - Caribana, Manage (Belgique) éditions Lansman, 2004, 45 p.  (ISBN 9782872824014)
- Haïti conté, Genève, Slakine/Sodifier, 2004, 340 p.  (ISBN 9782832101476)
- La Création de l'île de la Tortue, Matoury, France, éditions Ibis rouge, 2006,  (ISBN 9782844507730)
- Le lion qui avait mauvaise haleine, Paris, Seuil Jeunesse, 2006,  (ISBN 9782020898836)
- Le Fulgurant : Épopée mythologique de la Caraïbe 2007,  (ISBN 978-2916046013)
- Crapaud et la clef des eaux, Paris, Syros Jeunesse, 2007,  (ISBN 9782748506037)
- Cours de grimpette, Paris, Syros, 2009, 29 p.  (ISBN 9782748508260)
- L'histoire d'Haïti racontée aux enfants - édition bilingue, Montréal, Mémoire d'encrier, 2008, 49 p.  (ISBN 978-2-923713-02-1)
- Dis-moi des chansons d'Haïti, Kanjil, 2010, 60 p.  (ISBN 9782916046112)
- Haïti la perle nue, La Roque d'Anthéron, Vents d'ailleurs, 2010, 95 p.  (ISBN 978-2-923713-31-1)
- Les Perles de Zima (Présence Africaine, 2010)
- Le Fulgurant (Kanjil, 2010)
- La reine des poissons (Kanjil, 2011)
- Les Moitiés (éditions des braques, 2011)
- Contes d'Haïti (éditions Milan, 2011),
- Pourquoi la carapace de la tortue... ? (Seuil Jeunesse, 2013),
- La Chenille, la Chrysalide et le Papillon (2015)
- Ma beauté affronte le diable, Ouï Dire, 2016,  (ISBN 9782917333433)
- L'oranger magique, Paris, Kanjil, 2015, 32 p.  (ISBN 978-2916046228)

### Roman
- L’obèse, l’ange et le jumeau, Ivry-sur-Seine (France), L'Attrape-Science, 2014, 139 p.  (ISBN 978-2-918134-10-7)

### Théâtre
- « Soldats-Marrons ». Théâtre-s en Bretagne 4 et 5: 1ère partie (4e trimestre 1999): 29-32; 2ème partie (1er trimestre 2000): 33-36.
- « Bleu, Blanc, noir » créé à Bamako, est devenu La cocarde d’ébène de/avec Claude Alranq. Lezignan-Corbières: Avant-Quart, 1989.
- Une très belle mort, écrit et joué par Mimi Barthélémy, mise en scène de Nicolas Buenaventura, scénographie vivante, Elodie Barthélémy. Carnières (Belgique): Lansman, 2003, 45 p.  (ISBN 9782872824014)
- Le Fulgurant, épopée mythologique de la Caraïbe. Paris: Kanjil, 2007; Nouvelle édition revue et corrigée, Paris: Kanjil, 2010.

## Prix et honneurs
- 1992 : lauréate Prix Arletty de l'Universalité de la Langue Française[6]
- 1999 : lauréate du Becker d'Or, 3e Festival de la Francophonie [6],[3]
- 2000 : Chevalier de l'Ordre National du Mérite[6]
- 2001 : Officier de l'Ordre des Arts et des Lettres[6]
- 2011 : Chevalier de la Légion d'Honneur[6]
- 2011 : Coup de cœur Musiques du monde de l'Académie Charles-Cros pour Dis-moi des chansons d'Haïti
- 2016 : Coup de cœur Jeune Public de l'Académie Charles Cros, pour Ma beauté affronte le diable[8].